# Sturm, Ruger & Co.

Altes Logo der Firma Sturm, Ruger

Die Sturm, Ruger & Company, Inc. ist ein US-amerikanischer Waffen- und ehemaliger Automobilhersteller, der seinen Sitz in Southport, Connecticut hat.

## Unternehmensgeschichte

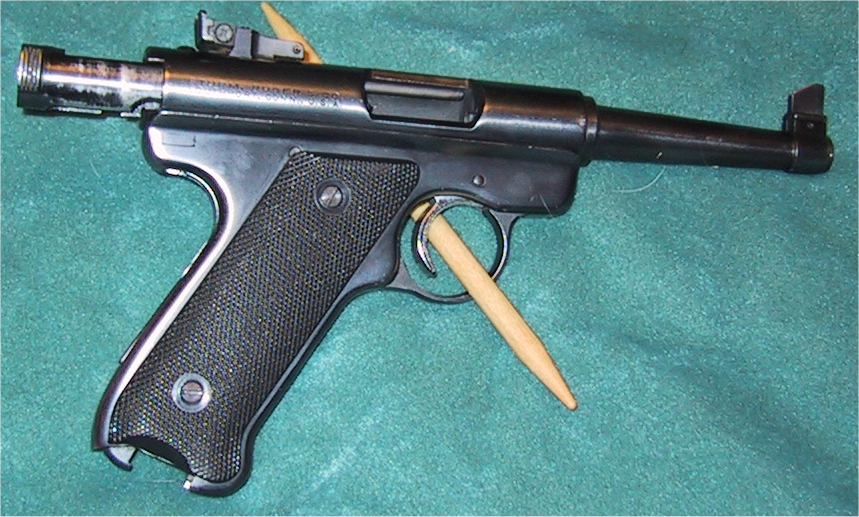
Ruger Standard

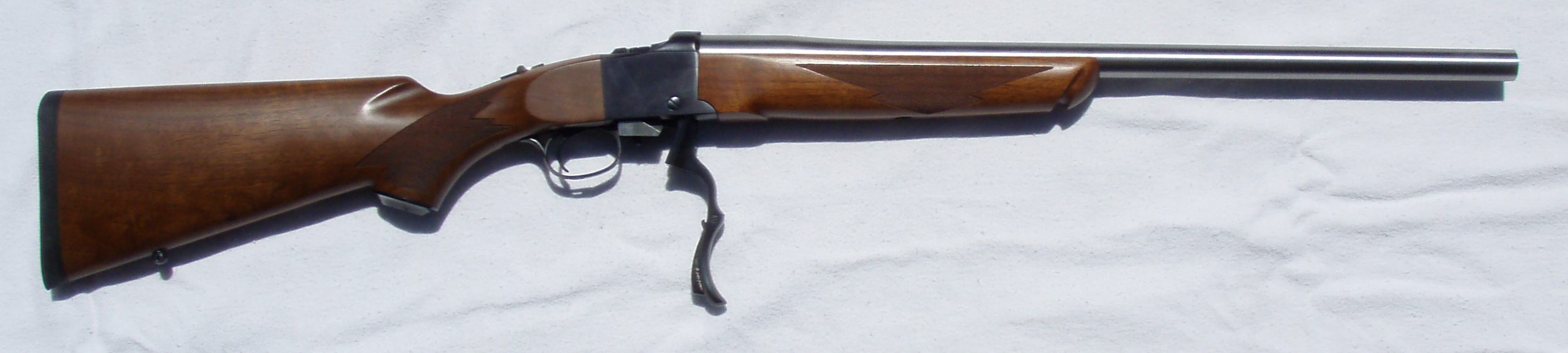
Ruger No. 1 Karabiner mit Fallblockverschluss

Sturm, Ruger & Company wurde 1949 von William B. Ruger und Alexander McCormick Sturm in Southport (Connecticut) gegründet.
Der Aufbau der Firma Sturm, Ruger & Co. begann mit der Herstellung von Schusswaffen. William Ruger fertigte 1949 zwei Nachbauten der japanischen Nambu-Pistole aus dem Zweiten Weltkrieg an. Daraus entwickelte er die Ruger Standard im Kaliber 22lfb. In der Nachfolge wurden daraus die Modelle MK I, MK II und III entwickelt, die bis heute hergestellt werden. Alexander Sturm investierte unter dem Eindruck des Prototyps der Ruger Standard eine Summe von 50.000 US-Dollar, mit der die beiden die Produktion beginnen konnten. Alexander Sturm entwickelte auch das Firmenlogo, einen heraldischen roten Adler mit den Buchstaben „SR“ auf der Brust. In den folgenden Jahren legte die Firma Sturm, Ruger & Co. ihren Schwerpunkt auf Sportwaffen in verschiedenen Kalibern. Es wurden aber auch Schusswaffen für den militärischen Einsatz, die Polizei und für jagdliche Zwecke entwickelt. Das Unternehmen fertigt heute Handfeuerwaffen aller Art.
Im Jahr 2016 trat Michael O. Fifer als CEO zurück.

## Schusswaffen

### Handfeuerwaffen

#### Pistolen mitZentralfeuerpatronen
- Ruger Hawkeye (wird nicht mehr produziert)
- Ruger P series (wird nicht mehr produziert)
- Ruger SR9 (wird nicht mehr produziert)
- Ruger American Pistol
- Ruger Security-9
- Ruger SR1911
- Ruger LCP
- Ruger LCP II
- Ruger LC9
- Ruger LC380
- Ruger LC9s
- Ruger-57 (5,7 × 28 mm)

#### Pistolen mitRandfeuerzündung
- Ruger Standard (wird nicht mehr produziert)
- Ruger MK II (wird nicht mehr produziert)
- Ruger MK III (wird nicht mehr produziert)
- Ruger MK IV
- Ruger SR22
- 22 Charger

#### Double-Action Revolver
- Ruger Security-Six (wird nicht mehr produziert)
- Ruger SP101
- Ruger GP100
- Ruger Redhawk
- Ruger Super Redhawk
- Super Redhawk Alaskan
- Ruger LCR

#### Single-Action Revolver
- Ruger Bearcat
- Ruger Single-Six
- Ruger Blackhawk
- Ruger Super Blackhawk
- Ruger Vaquero
- Ruger Wrangler
- Ruger Old Army (wird nicht mehr produziert)

### Gewehre

#### Repetierbüchsen
- Ruger M77
- Ruger Gunsite Scout
- Ruger Model 77 rotary magazine
- Ruger American Rifle
- Ruger American Rimfire
- Ruger Precision Rifle
- Ruger Precision Rimfire

#### Selbstladebüchsen
- Ruger Model 44 (wird nicht mehr produziert)
- Ruger 10/22
- Ruger 10/17 (wird nicht mehr produziert)
- Ruger Mini-14Ruger Mini-14 GB mit aufgepflanztem M7 Bajonett
- Ruger Mini Thirty
- Ruger XGI (Entwicklung gestoppt)
- Ruger Police Carbine

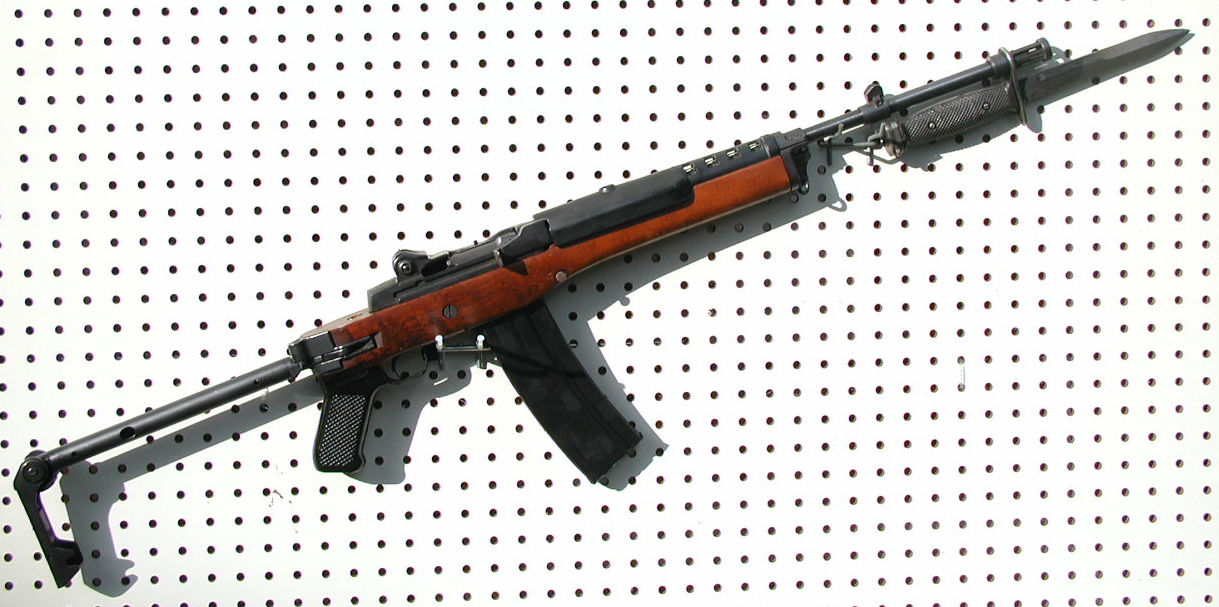
Ruger Mini-14 GB mit aufgepflanztem M7 Bajonett

- Ruger Deerfield Carbine (wird nicht mehr produziert)
- Ruger AR-556
- Ruger SR-556 (wird nicht mehr produziert)Ruger SR-556

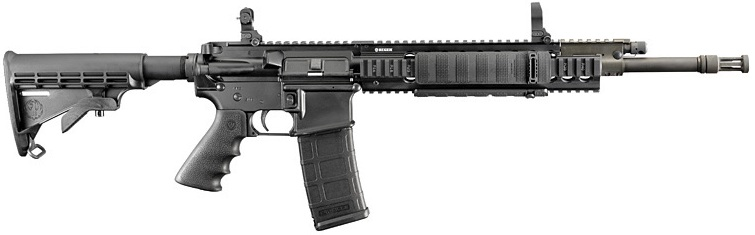
Ruger SR-556

- Ruger SR-762 (wird nicht mehr produziert)
- Ruger MP9
- Ruger SFAR

#### Weitere Schusswaffen
- Ruger Model 96
- Ruger No. 1
- Ruger No. 3
- Ruger Red Label
- Ruger Gold Label

## Automobilbau

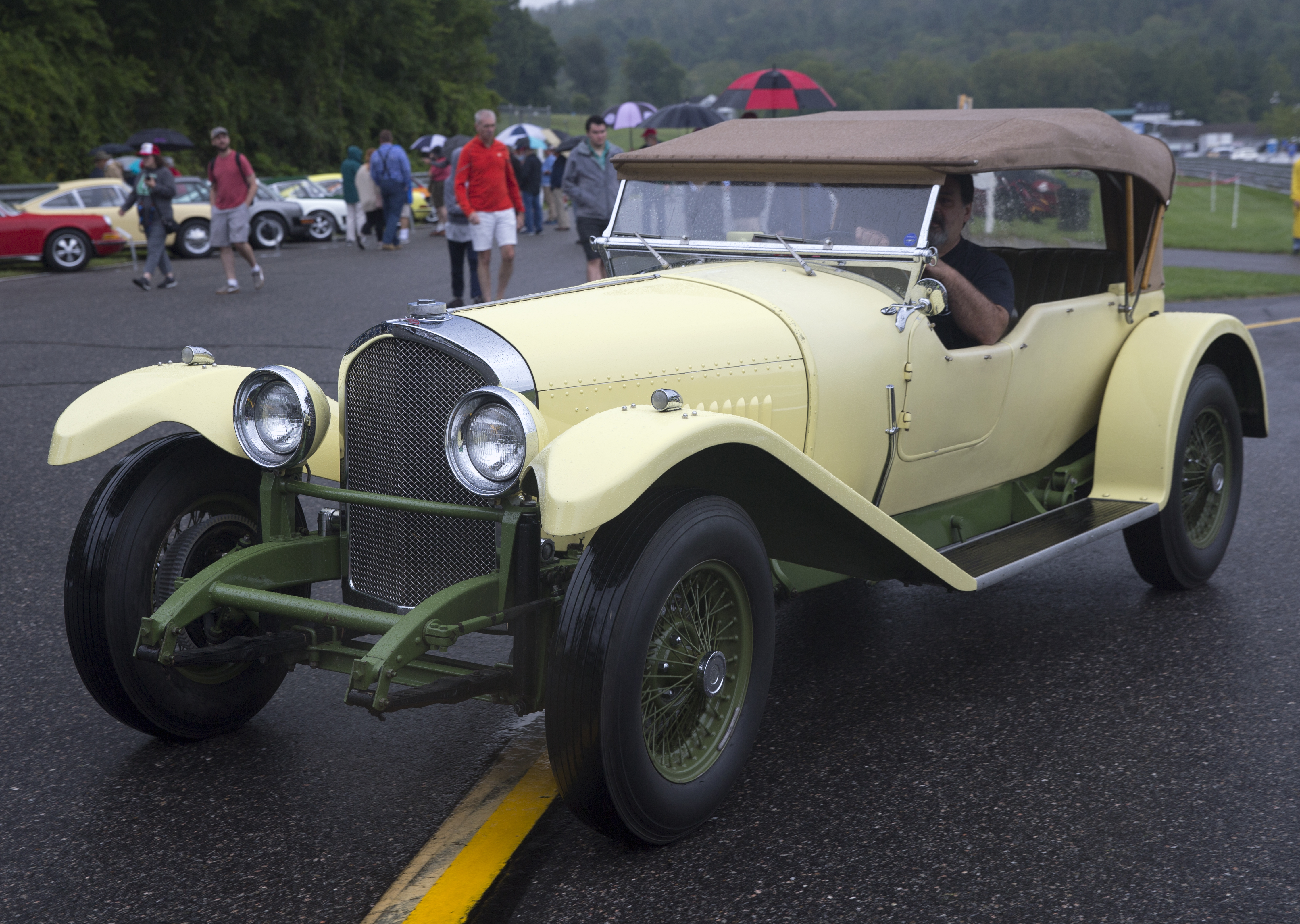
Ein von zwei Ruger Sports Tourers

Von 1969 bis 1972 wurde von Sturm, Ruger & Co. ein zweitüriger Roadster mit vier Sitzplätzen namens Ruger Sports Tourer gebaut. Der Wagen ähnelte dem Bentley 4½ Litre aus den frühen 1930er-Jahren. Die Karosserie bestand aus glasfaserverstärktem Kunststoff, nur die Motorhaube und die Türe wurden aus Aluminium gefertigt. Angetrieben wurde der Wagen von einem Ford-V8-Motor mit 6997 cm³ Hubraum, der 425 bhp (312,5 kW) Leistung bei 6000 min−1 mobilisierte. Der 1540 kg schwere Wagen beschleunigte in 7,7 s von 0–100 km/h und erreichte eine Höchstgeschwindigkeit von 177 km/h.
Der Radstand betrug 3302 mm, die Gesamtlänge 4699 mm. Er war für 13.000 US-Dollar erhältlich.

## Unternehmensdaten
Im Jahr 2018 hatte das Unternehmen einen Umsatz von 495,6 Mio. US-Dollar während es in den Jahren davor über 500 Millionen Dollar Umsatz hatte.